# Caryanda gyirongensis
Caryanda gyirongensis är en insektsart som beskrevs av Huang, C. 1981. Caryanda gyirongensis ingår i släktet Caryanda och familjen gräshoppor. Inga underarter finns listade i Catalogue of Life.